# تشوي بيونغ تشول
تشوي بيونغ تشول (هانغل: 최병철) (من مواليد 24 أكتوبر 1981) هو مبارز سلاح في سيف الشيش من كوريا الجنوبية.
شارك في دورة الألعاب الآسيوية 2006 في الدوحة، قطر.

## روابط خارجية
- تشوي بيونغ تشول على موقع الاتحاد الدولي للمبارزة (الإنجليزية)
- تشوي بيونغ تشول على موقع أوليمبيديا (الإنجليزية)